# Педашенко, Дмитрий Дмитриевич
Дмитрий Дмитриевич Педашенко (1868—1926) — русский зоолог и педагог.

## Краткая биография
Окончил 2-ю Санкт-Петербургскую гимназию (1886).
Высшее образование получил на естественном отделении физико-математического факультета Санкт-Петербургского университета, по окончании которого (1891) был оставлен при университете преподавать на кафедре зоологии.
В 1895 году назначен хранителем, а в 1898 году — лаборантом зоологического кабинета. В 1900 году защитил диссертацию на степень магистра зоологии. В 1902—1914 годах читал в Петербургском университете в качестве приват-доцента эмбриологию беспозвоночных и позвоночных животных.
Неоднократно работал на биологических станциях: на Соловках, Мурмане, в Неаполе и Виллафранке; проводил исследования на острове Ява.
После 1914 года был профессором зоологии в Донском политехническом институте. В 1917—1918 годах был деканом инженерно-мелиоративного факультета.
Д. Д. Педашенко написал ряд статей по зоологии для «Энциклопедического словаря Брокгауза и Ефрона».